# Walter Kainz (Schriftsteller)
Walter Karl Josef Kainz (* 11. Juli 1918 in Pernersdorf; † 19. Jänner 1996 in Wien);) war ein österreichischer Jurist, Schriftsteller und Dichter.

## Leben
Walter Kainz wurde am 11. Juli 1918 als Sohn des Müllermeisters Josef Kainz (* 19. März 1874 in Pernersdorf) und dessen Ehefrau Maria (geborene Gastgeb; * 1. April 1880 in Eggendorf im Thale) in der Pernersdorfer Mühle geboren und am 14. Juli 1918 auf den Namen Walter Karl Josef getauft. Seine Eltern hatten am 16. Oktober 1906 in Eggendorf im Thale geheiratet.
Er besuchte die Bundeserziehungsanstalt in Wien-Breitensee und studierte Rechtswissenschaft an der Universität Wien (Promotion zum Dr.iur. 1940). Am 29. März 1939 trat er aus der katholischen Kirche aus und am 20. Juli 1946 wieder in diese ein. Nach dem Zweiten Weltkrieg begann er 1946 in Graz die Gerichtspraxis und wurde 1950 Richter in Mürzzuschlag und später in Korneuburg. Am 9. April 1950 heiratete er in Pfaffendorf eine Herta Fuhrmann.
Neben seiner beruflichen Tätigkeit widmete er sich der Lyrik und der Mundartdichtung und blieb so mit seiner Heimat verbunden. Zwischen 1951 und 1987 erschienen fünf Gedichtbände, davon auch zwei in Pulkautaler Mundart. Sein Nachlass wurde vom Museumsverein Korneuburg aufgearbeitet.

## Werke
- Liebeserklärung an das Weinland: Gedichte, Österreichische Verlags-Anstalt, Wien 1951
- Untern Manhartsberi: Gedichte in Weinviertler Mundart, Welsermühl, Wels 1960
- Blickpunkt Weinland: Gedichte, Österreichische Verlags-Anstalt, Wien 1973
- A Schrift in Lettn. Gedichte in niederösterreichischer Mundart (Weinviertel), Welsermühl, Wels 1980
- Erlebtes Weinland: Gedichte, Österreichische Verlags-Anstalt, Wien 1987